# استهام (ماساچوست)
استهام، ماساچوست
استهام(به انگلیسی: Eastham) شهرکی در شهرستان بارنستبل ایالت ماساچوست می‌باشد که در سال ۱۶۴۶ بنیان‌گذاری شده‌است. این شهرک در سرشماری سال ۲۰۱۰ میلادی، ۴٬۹۵۶ نفر جمعیت داشته‌است.